# 오일러-마스케로니 상수
정수론에서 오일러-마스케로니 상수(-常數, 영어: Euler–Mascheroni constant)는 조화급수를 자연 로그로 근사한 경우의 오차를 나타내는 수학 상수이다. 줄여서 오일러 상수라고도 불리나, 자연로그의 밑에 해당하는 오일러 수 e=2.718…과는 다르다.

## 정의
오일러-마스케로니 상수 {\displaystyle \gamma }는 다음과 같은 극한으로 정의된다.
{\displaystyle \gamma =\lim _{n\to \infty }\left(\sum _{k=1}^{n}{\frac {1}{k}}-\ln n\right)=\int _{1}^{\infty }\left({\frac {1}{\lfloor x\rfloor }}-{\frac {1}{x}}\right)\,dx}
그 값은 다음과 같다. (OEIS의 수열 A001620)
0.57721 56649 01532 86060 65120 90082 40243 10421 59335 93992 …

## 역사
스위스의 수학자 레온하르트 오일러가 1734년에 〈조화급수에 대한 고찰〉(라틴어: De Progressionibus harmonicis observationes)이라는 논문에서 오늘날 오일러-마스케로니 상수로 불리는 수를 최초로 정의하였다. 오일러는 이 상수를 C 또는 O로 표시했다. 이탈리아의 수학자 로렌초 마스케로니(이탈리아어: Lorenzo Mascheroni)도 1790년 이 수를 언급하였고, A 또는 a라는 기호를 사용하였다.
오일러-마스케로니 상수는 보통 소문자 감마 γ로 표기된다. 이 기호는 오일러나 마스케로니의 저서에는 등장하지 않으나, 이후 이 수가 대문자 감마로 표기되는 감마 함수 Γ와 깊은 관계를 가진다는 사실이 발견되면서 소문자 감마가 사용되게 되었다. 소문자 감마 기호가 사용된 최초의 논문은 1835년에 작성되었고, 1837년 출판되었다.

## 성질
오일러-마스케로니 상수가 유리수인지 여부는 아직 알려져 있지 않다. 연분수 분석에 의해 만약 오일러-마스케로니 상수가 유리수라면 그 분모의 값은 적어도 10242080 이상이라는 것이 알려져 있다.

### 감마 함수와의 관계
감마 함수와는 다음과 같은 관계가 있다.
{\displaystyle \gamma =-\lim _{z\to 0}\left\{\Gamma (z)-{\frac {1}{z}}\right\}=-\lim _{z\to 0}\left\{\Psi (z)+{\frac {1}{z}}\right\}.}

### 리만 제타 함수와의 관계
리만 제타 함수와는 다음과 같은 관계가 있다.
{\displaystyle {\begin{aligned}\gamma &=\sum _{m=2}^{\infty }(-1)^{m}{\frac {\zeta (m)}{m}}\\&=\ln \left({\frac {4}{\pi }}\right)+\sum _{m=2}^{\infty }(-1)^{m}{\frac {\zeta (m)}{2^{m-1}m}}\\&=\lim _{s\to 1^{+}}\sum _{n=1}^{\infty }\left({\frac {1}{n^{s}}}-{\frac {1}{s^{n}}}\right)=\lim _{s\to 1}\left(\zeta (s)-{\frac {1}{s-1}}\right)\end{aligned}}}

### 적분식
다음 적분 식으로도 오일러-마스케로니 상수를 얻을 수 있다.
{\displaystyle {\begin{aligned}\gamma &=-\int _{0}^{\infty }{e^{-x}\ln x}\,dx\\&=-\int _{0}^{1}\ln \ln \left({\frac {1}{x}}\right)dx\\&=\int _{0}^{\infty }\left({\frac {1}{e^{x}-1}}-{\frac {1}{xe^{x}}}\right)dx=\int _{0}^{1}\left({\frac {1}{\ln x}}+{\frac {1}{1-x}}\right)dx\\&=\int _{0}^{\infty }\left({\frac {1}{1+x^{k}}}-e^{-x}\right){\frac {dx}{x}},\quad k>0.\end{aligned}}}
{\displaystyle \int _{0}^{\infty }{e^{-x^{2}}\ln x}\,dx=-{\frac {(\gamma +2\ln 2){\sqrt {\pi }}}{4}}}
{\displaystyle \int _{0}^{\infty }{e^{-x}\ln ^{2}x}\,dx=\gamma ^{2}+{\frac {\pi ^{2}}{6}}.}

## 알려진 자릿수
레온하르트 오일러는 최초로 이 상수의 값을 소수점 아래 여섯자리까지 연산하였다. 1781년에 그는 소수점 아래 16자리까지 연산하였다. 이탈리아 수학자 로렌초 마스케로니는 소수점 아래 32자리까지의 연산을 시도하였지만 20-22자리와 31-32자리에 오류를 만들었다. 20번째 자릿수부터 시작하여 그는 ...1811209008239을 연산했으나 올바른 자릿수는 ...0651209008240이었다.
| 일자             | 십진 자릿수  | 발견자                                                     | 비고                      |
| ---------------- | ------------ | ---------------------------------------------------------- | ------------------------- |
| 1734년           | 5            | 레온하르트 오일러                                          |                           |
| 1735년           | 15           | 레온하르트 오일러                                          |                           |
| 1781년           | 16           | 레온하르트 오일러                                          |                           |
| 1790년           | 32           | 로렌초 마스케로니, 소수점 아래 20-22와 31-32 자릿수 오계산 |                           |
| 1809년           | 22           | 요한 게오르크 폰 졸트너                                    |                           |
| 1811년           | 22           | 카를 프리드리히 가우스                                     |                           |
| 1812년           | 40           | 프리드리히 베른하르트 고트프리드 니콜라이                  |                           |
| 1857년           | 34           | 크리스티안 프레드릭 린드만                                 |                           |
| 1861년           | 41           | 루드윅 오팅거                                              |                           |
| 1867년           | 49           | 윌리엄 샹크스                                              |                           |
| 1871년           | 99           | 제임스 위트브레드 리 글레이셔                              |                           |
| 1871년           | 101          | 윌리엄 샹크스                                              |                           |
| 1877년           | 262          | 존 쿠치 애덤스                                             |                           |
| 1952년           | 328          | 존 렌치                                                    |                           |
| 1961년           | 1050         | 헬무트 피셔와 칼 롱인 젤러                                 |                           |
| 1962년           | 1271         | 도널드 커누스                                              |                           |
| 1962년           | 3566         | 듀라 W. 스위니                                             |                           |
| 1973년           | 4879         | 윌리엄 A. 베이어와 마이클 워터먼                           |                           |
| 1977년           | 20700        | 리차드 P. 브렌트                                           |                           |
| 1980년           | 30100        | 리차드 P. 브렌트와 에드윈 맥밀런                           |                           |
| 1993년           | 172000       | 조나단 보웨인                                              |                           |
| 1999년           | 108000       | 페르릭 데미첼과 하비에르 구르동                            |                           |
| 2009년 3월 13일  | 29844489545  | 알랙산더 J. 리와 래이먼드 찬                               | Yee 2011, y-cruncher 2017 |
| 2013년 12월 22일 | 119377958182 | 알랙산더 J. 리                                             | Yee 2011, y-cruncher 2017 |
| 2016년 3월 15일  | 160000       | 페터 트뤼프                                                | y-cruncher 2017           |
| 2016년 5월 18일  | 250000       | 론 왓킨스                                                  | y-cruncher 2017           |
| 2017년 8월 23일  | 477511832674 | 론 왓킨스                                                  | y-cruncher 2017           |
| 2020년 5월 26일  | 600000100    | 김승민과 이언 커트리스                                     | [ 3 ]                     |

## 같이 보기
- 폴리감마 함수